# Romain Thomas
Romain Thomas (Landerneau, 12 giugno 1988) è un calciatore francese, difensore del Valenciennes.

## Caratteristiche tecniche
È un difensore centrale.